# Cinema Apollo

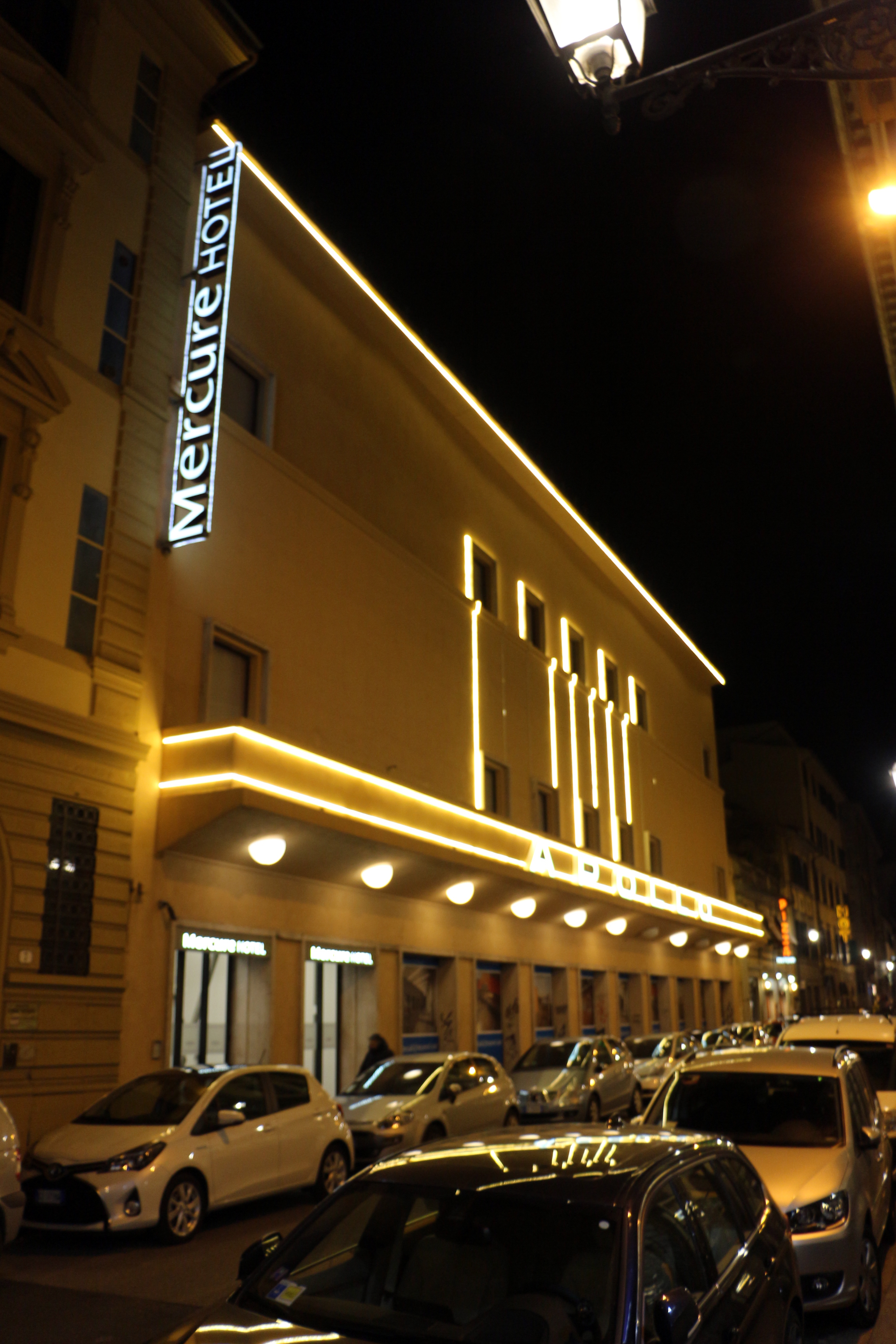
Cinema Apollo di notte, dopo i restauri

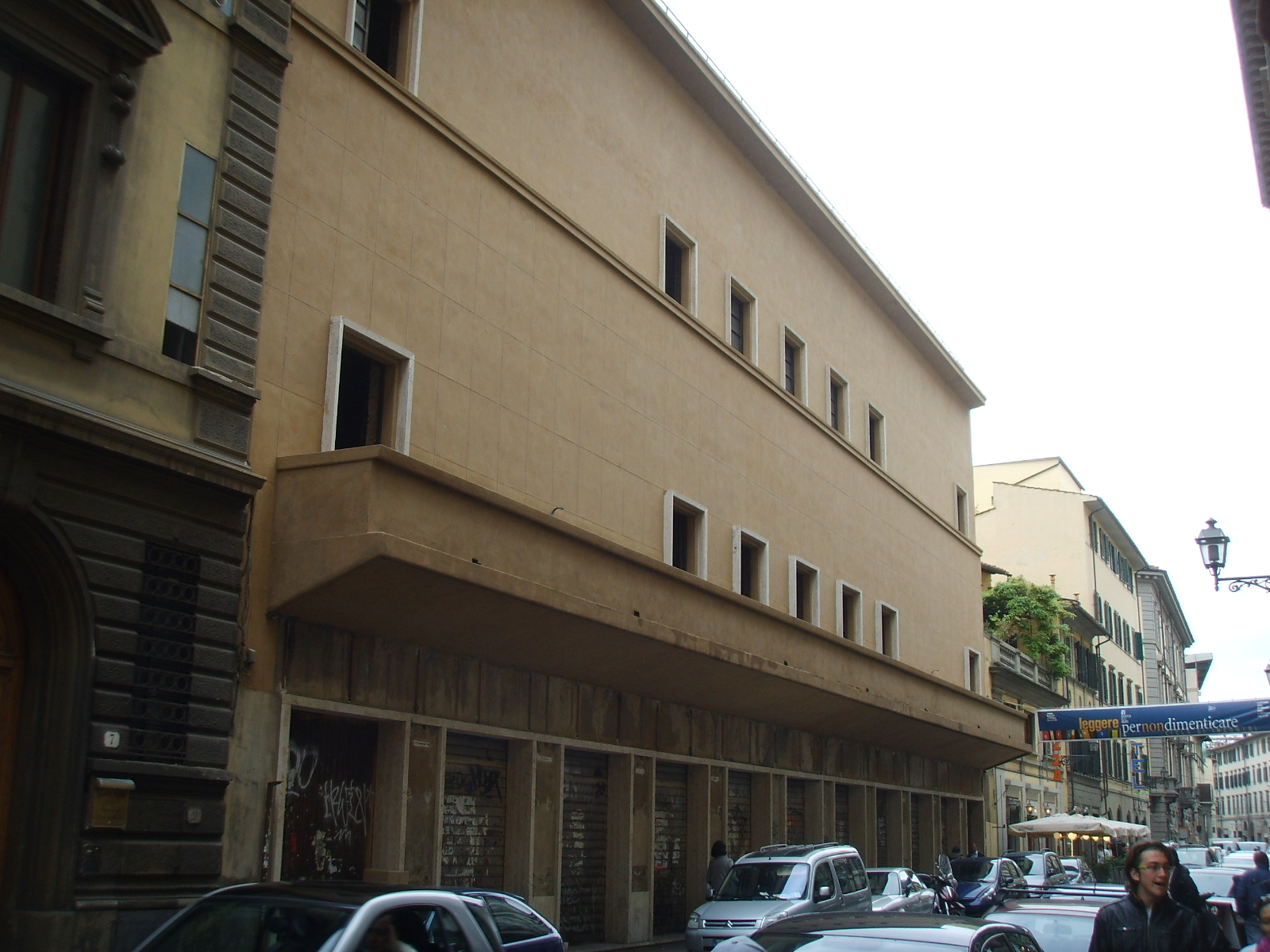
Cinema Apollo, prima dei restauri

L'ex-Cinema Apollo, già Rex, è un edificio del centro storico di Firenze, situato in via Nazionale 41.

## Storia
Nel 1864 in cima alla via venne costruito il cosiddetto Politeama Nazionale o Arena Nazionale, un teatro all'aperto all'interno del giardino Franchetti. Sulla Nazione del 10 luglio 1864 venne descritto come "composto da panche e tele collocate in mezzo a un ameno giardino quasi improvvisato".
Verso la fine dell'Ottocento venne in parte coperto, mentre nel 1936 venne demolito per edificare il monumentale Cinema Rex, poi rinominato Apollo, su progetto di Nello Baroni, appartenente al Gruppo Toscano.
Il cinema teatro Rex, il cui rinnovamento si inseriva nell'ingente mole di lavori che a partire dagli anni Trenta andavano trasformando il quartiere della stazione, doveva rispondere ad alcune specifiche richieste del committente ed indicazioni del piano regolatore: tra le prime il mantenimento dell'originario palcoscenico con tutti i servizi ad esso connessi e il conseguimento di una capienza di circa tremila posti e tra le seconde l'allineamento con il filo stradale e il contenimento dell'altezza del fronte. I lavori, eseguiti dall'impresa dell'architetto Gaetano Berni, iniziarono nel 1936 e furono portati a termine in tempi assai contenuti (l'edificio fu inaugurato l'11 dicembre 1937).
Non poche furono le difficoltà superate dal progettista: mancanza assoluta di spazio per il cantiere, difficoltà di approvvigionamento dei materiali, specie ferrosi, brevità massima richiesta per il tempo di esecuzione ed indispensabilità di mantenere il costo entro limiti strettissimi. Inoltre, data l'elevata capienza che il locale doveva raggiungere, risultò estremamente complessa la soluzione delle uscite di sicurezza e di servizio, giacché l'unico fronte aperto ed utilizzabile era quello su via Nazionale: a tale riguardo il progettista definì un anello corridoio che, circondando l'intera sala, serviva tutti i locali raccordandoli ai vari livelli tramite quattro corpi scala disposti agli angoli dell'edificio.
Durante la RSI il cinema teatro mutò il nome, da Rex ad Apollo, ma non la destinazione d'uso. Seriamente danneggiato durante l'alluvione del 1966, l'edificio fu restaurato dall'architetto Italo Gamberini, che aveva già in qualche modo seguito il primitivo progetto: tale restauro fu concluso nel 1968.
Nel 1986 l'Apollo sostituì momentaneamente il famoso Teatro Verdi che dovette subite dei lavori di manutenzione; sul suo palco passarono le stelle della musica nera come Tina Turner, eroi della new wave come Residents, Kraftwerk, Nina Hagen insieme a Lene Lovich e tanti big della canzone italiana come Renato Zero, Loredana Bertè, Enzo Jannacci, la coppia Vanoni-Paoli e Gianni Morandi, che è stato anche l'ultimo a esibirsi qui con ben 10 repliche consecutive.
In autunno sempre nel 1986, una bufera scoperchiò il tetto dell'Apollo, vedendo l'organizzazione costretta a cancellare il concerto della band inglese Ultravox in programma la sera.
Questo fu l'inizio di un lento ed inesorabile abbandono, dovuto sia alla crisi del teatro di massa, sia alla necessità di rinnovamento dell'intero impianto, operazione estremamente costosa. Si sono così succedute negli anni ipotesi di riutilizzo delle più svariate, dall'ipermercato al parcheggio silos. Infine un progetto del 2005 per la realizzazione di appartamenti privati (poi modificato in hotel), da costruirsi mantenendo, per vincolo della Soprintendenza, alcune caratteristiche architettoniche originali di particolare pregio quali lo scalone monumentale, la facciata e la galleria, ha timidamente preso avvio, dopo numerosi rinvii, solo nel 2009, con la demolizione di tutto ciò che non era vincolato, per concludersi nel 2015 con l'inaugurazione del Mercure Hotel.

## Architettura

### Esterno
Il cinema è situato in un isolato caratterizzato da un'edilizia ottocentesca e dei primi del Novecento e si affaccia su via Nazionale, asse di collegamento tra il complesso della stazione di Santa Maria Novella e la piazza dell'Indipendenza, elemento generatore dell'ottocentesco quartiere di Barbano. L'edificio occupa un lotto trapezoidale il cui lato diagonale (via Nazionale) risulta fortemente inclinato: l'unico fronte aperto è quello sulla via, confinando gli altri tre con proprietà private. L'inserimento nel tessuto edilizio circostante è conseguito tramite l'allineamento con il fronte stradale e con l'utilizzo di una linea di gronda che si armonizza, senza sovrastarla, con quella delle architetture confinanti.
L'edificio, a pianta trapezoidale, è caratterizzato da una volumetria estremamente compatta. Il fronte principale si configura come un'ampia superficie rettangolare scandita orizzontalmente su tre livelli tramite le due linee continue del balcone pensilina e della fascia marcadavanzale e ritmata al piano terra da undici porte di accesso separate da pilastri, al primo piano da una teoria di porte finestre di accesso al balcone ed al secondo da altrettante finestre, allineate con le sottostanti secondo un asse centrale di simmetria. Le cinque aperture centrali erano originariamente collegate verticalmente dal perimetro luminoso dei neon, cosicché nella visione notturna tali elementi di configuravano come altrettanti fasci svettanti dalla traccia orizzontale della pensilina.

### Interno
L'impianto è caratterizzato dalla giustapposizione longitudinale dell'atrio, a pianta trapezoidale, della sala, la cui pianta risulta dalla sintesi di un rettangolo concluso da una superficie curvilinea e di un trapezio, e del palcoscenico: tutto attorno corre un ampio corridoio, della sezione minima di 2 metri, in cui tre rampe di scale rettilinee garantiscono il superamento del dislivello e quattro vani scala il collegamento con la galleria ed i locali di servizio al piano superiore.
Il grande vano della platea (circa metri 24x40) risulta determinato dall'esigenza di ottenere la massima visibilità e la miglior acustica da ogni punto della sala, risultato perfettamente conseguito dal progettista tramite l'applicazione delle proiezioni di Monge e mediante l'attento studio dell'acustica e della riverberazione.
Lo spazio interno, estremamente sobrio e compatto, è connotato dal forte aggetto della galleria (sostenuta da due sole travi in cemento armato della luce di 24 metri, collegate da mensoloni in senso longitudinale) che con le due ali laterali si protende dinamicamente sino al boccascena; dalla scansione ritmica delle pareti laterali, corrugate nel terzo medio dalla forma ondulata per rispondere a necessità acustiche (rifrazione del suono) e distributive (evitare l'ingombro della corsia laterale); dalla griglia del soffitto scandito da tracce lineari parallele al boccascena e contrassegnato al centro da un ampio lucernaio a modulo quadrato. Tale controsoffitto è appeso alla sovrastante struttura di copertura, al di sopra della quale si trova la cabina di proiezione, completamente in cemento armato.
Le superfici della sala sono rivestite, per contenere al massimo il fenomeno della riverberazione, con speciale intonaco composto di cemento colorato, fibra di amianto e frantumi di sughero. Tutti i materiali utilizzati sono estremamente economici (pavimenti in graniglia, infissi in legno, zoccolature in marmo artificiale); unico elemento decorativo la cornice luminosa che corre a disegnare lo schermo ed il bordo inferiore dei bracci laterali e della galleria.

## Fortuna critica
Il cinema-teatro Rex è tra i pochi edifici del Novecento unanimemente apprezzati dalla critica: Cresti (1986) lo considera la sola architettura, assieme alla sede del golf dell'Ugolino, capace di reggere il confronto col fabbricato viaggiatori della stazione e Koenig (1968) lo inserisce fra i pochi esempi riusciti di grande sala cinematografica in cui si rifletteva il senso di "spettacolo di massa". Diverse risultano tuttavia le motivazioni di tale giudizio: mentre Koenig e Gamberini (1968, 1941) ne apprezzano la capacità di coniugare la forza delle strutture e dei dettagli tecnologici con la semplicità delle soluzioni decorative, senza per questo conferire all'enorme spazio alcun senso di nudità ma anzi sfruttando ed armonizzando fra loro le ampie masse murarie in maniera da ottenere un gioco di chiaroscuro interessante, Cresti e Cozzi (1986, 1994) ne colgono il carattere avanguardista, il primo riconoscendovi motivi formali di impronta espressionista, il secondo rintracciandovi invece una qualche eco futurista, e non tanto per la specificità cinematografica, quanto per la soluzione della facciata su strada, neutra ma efficacemente e reclamisticamente disegnata dalle insegne e dalle luci al neon.